# Renato Rovelli
Renato Rovelli (6 de septiembre de 1806-11 de enero de 1880) fue un jardinero, profesor y botánico italiano. Fue prefecto de los jardines de las islas Borromeo. Parte de su colección de herbario se resguarda en ese Jardín botánico. Junto con su hermano jardinero Giuseppe, introdujeron muchas especies de camelias en la isla jardín Bella, del lago Maggiore.

## Epónimos
Especies
- (Agavaceae) Agave rovelliana Tod.[5]
- (Ericaceae) Rhododendron × rovellii Leroy[6]
- (Poaceae) Arundinaria rovellii E.G.Camus[7]